# Vid Golgata jag stod en dag
Vid Golgata jag stod en dag är en amerikansk psalm från 1905 med text och musik av Edwin O. Excell. Texten översattes 1922 till svenska av Otto Witt.

## Publicerad i
- Segertoner 1988 som nr 537 under rubriken "Att leva av tro - Skuld - förlåtelse -rening".[1]